# US O’Mbilia Nzami
Union Sportive O'Mbila Nziami Libreville is een Gabonese voetbalclub uit de hoofdstad Libreville.

## Palmares
- Gabon Championnat National D1

Winnaar (4) : 1980, 1981, 1988, 2002
- Beker van Gabon

Winnaar (4) : 1987, 1991, 2002, 2008